# Hetzner
Hetzner Online有限責任公司是一家位于德国贡岑豪森的数据中心运营商。公司以其创始人Martin Hetzner名字命名。
需要注意的是，它不应被与南非注册的前同名伙伴公司Xneelo（曾使用Hetzner (Pty) Ltd作为公司名）相混淆。这两个公司是根据相关国家法律注册并成立的独立公司，它们没有共同的股东。

## 历史
Hetzner Online于1997年开始运营，当时的公司名为“Hetzner Online Services”。在2000年至2015年这段时期，Hetzner Online是一个注册于德国的股份制公司，而2015年之后，它变更为有限责任公司。此外，此外，Hetzner Online在2019年年初任命Stephan Konvickova和Günther Müller为首席执行官。
Hetzner Online在纽伦堡、福格特兰地区法尔肯施泰因以及图苏拉（芬兰）拥有并运营三个数据中心园区。 此外，Hetzner Online是Cinia C-Lion1项目的共同投资者，这个项目使用一条1100公里长的海底光缆连接赫尔辛基和德国罗斯托克。该电缆为Hetzner Online的德国和芬兰数据中心之间提供了高速数据连接
。
2017年，Hetzner Online在法尔肯施泰因数据中心园区举办了多天的活动来庆祝其成立20周年。该活动名为“Willkommen im Internet”，内容包括了技术研讨会、设施参观以及由奥地利歌手Christina Stürmerg公开举办的露天音乐会。
Hetzner Online的总部设在德国巴伐利亚州的贡岑豪森。它在南非有一个合作伙伴公司Xneelo，主要运营米德兰和开普敦的数据中心业务。

## 服务
Hetzner Online提供的服务包括专用服务器、共享虚拟主机、虚拟专用服务器、管理服务器、域名注册、公開金鑰認證、存储盒以及云服务。客户还可以主机托管服务将他们的服务器托管在Hetzner各数据中心的机房内。Hetzner还运营着一个服务器拍卖网站，以荷兰式拍卖的方式出租旧的专有服务器。
Hetzner Online还与多个机构合作提供域名注册服务，其中包括了ICANN（用于注册.com、.net和.org等域名）、DENIC（用于注册.de域名）以及nic.at（用于注册.at域名）。